# 도노헤쓰리역
도노헤쓰리역(일본어: 塔のへつり駅)은 일본 후쿠시마현 미나미아이즈군 시모고정에 있는 아이즈 철도 아이즈 선의 역이다.

## 역사
- 1960년 4월 29일: 국철 아이즈 선의 임시 승강장으로 신설, 행락 시기만 운영되었음.
- 1969년 11월 17일: 폐지.
- 1988년 4월 27일: 아이즈 철도 아이즈 선의 정식역으로 개업.

## 역 구조
단선 승강장 1면 1선의 지상역으로 무인역이다. 하행 방향으로 향한 왼쪽에 승강장이 있고 승강장의 아이즈와카마쓰 방향에 출입구가 있다. 역사는 승강장에서 나오면 왼쪽에 있다.

## 역 주변
- 도노헤쓰리 - 도보 3분 거리에 위치하고 나라의 천연 기념물이다. 응회암의 암벽이 아가노강에 의해서 침식되고 탑이 나란히 서는 듯한 경치가 형성되어 있다.
- 국도 제121호선

## 인접역
| 아이즈 철도 ■ 아이즈 선        | 아이즈 철도 ■ 아이즈 선                                 | 아이즈 철도 ■ 아이즈 선              |
| ------------------------------ | ------------------------------------------------------- | ------------------------------------ |
| 유노카미온센 니시와카마쓰 방면 | □ 쾌속 "AIZU 마운트 익스프레스"(1호) □ 쾌속 "릴레이 호" | 아이즈시모고 아이즈코겐오제구치 방면 |
| 유노카미온센 니시와카마쓰 방면 | □ 쾌속 "AIZU 마운트 익스프레스"(1호 이외) ■ 보통        | 야고시마 아이즈코겐오제구치 방면     |